# 順天堂大学医学部附属順天堂東京江東高齢者医療センター
順天堂大学医学部附属 順天堂東京江東高齢者医療センター（じゅんてんどうだいがくいがくぶふぞく じゅんてんどうとうきょうこうとうこうれいしゃいりょうセンター、英: Juntendo Tokyo Koto Geriatric Medical Center）は、東京都江東区新砂三丁目にある医療機関。学校法人順天堂が運営する病院である。高齢者医療、特に認知症疾患の臨床・教育・研究に重きを置いている。高齢者以外の受診も受け付けている。

## 沿革
- 2002年（平成14年）6月 東京都江東高齢者医療センターとして開設。病床数188床。
- 2004年（平成16年）4月 開設者が東京都から学校法人順天堂に変わる。病院名称が順天堂大学医学部附属 順天堂東京江東高齢者医療センターとなる。
- 2016年（平成28年）12月 病床数を一般病床275床、精神病床129床の計404床へ増床した。
- 2018年（平成30年）5月 電子カルテ導入。

## 診療科

### 内科系
- 高齢者総合診療科
- 循環器内科
- 消化器内科
- 呼吸器内科
- 腎・高血圧内科
- 膠原病内科
- 糖尿病・内分泌内科
- メンタルクリニック
- 脳神経内科
- 放射線科

### 外科系
- 外科・消化器外科
- 呼吸器外科
- 脳神経外科
- 整形外科
- 皮膚科
- 泌尿器科
- 眼科
- 耳鼻咽喉科
- 婦人科
- 麻酔科・ペインクリニック

### その他
- 病理診断科
- リハビリテーション科
- 臨床検査科
- 歯科口腔外科

## 医療機関の指定等
- 保険医療機関
- 救急告示医療機関
- 労災保険指定医療機関
- 指定自立支援医療機関（更生医療・精神通院医療）
- 身体障害者福祉法指定医の配置されている医療機関
- 精神保健指定医の配置されている医療機関
- 生活保護法指定医療機関
- 結核指定医療機関
- 原子爆弾被害者一般疾病医療取扱医療機関
- 災害拠点病院
- 認知症疾患医療センター

## 費用負担等
- 初診時の保険外併用療養費は2,750円である。

## 交通アクセス
- 東京メトロ東西線南砂町駅下車、徒歩5分。
- 都営バス陽20系統・亀23系統で江東高齢者医療センター下車（本数少し）。

## 引用リスト
1. ↑  “院長あいさつ｜順天堂大学医学部附属順天堂東京江東高齢者医療センター”. www.juntendo.ac.jp. 2018年10月3日閲覧。